# Mohamed Latif
Mohamed Latif (in arabo محمد لطيف‎?; Beni Suef, 23 ottobre 1909 – Il Cairo, 17 marzo 1990) è stato un calciatore egiziano, di ruolo attaccante.

## Caratteristiche tecniche
Giocava nel ruolo di ala destra.

## Carriera
Segnò una tripletta alla Palestina che qualificò l'Egitto ai Mondiali del 1934, ai quali successivamente prese parte.
Venne poi consigliato ai Rangers dal tecnico dell'Egitto, lo scozzese James McRea, e lì militò per una stagione dove raggiunse il secondo posto in campionato. Nel 1936 partecipò alle Olimpiadi di Berlino con la sua Nazionale e poi tornò in patria per giocare nello Zamalek ed in seguito allenarlo.
A partire dagli anni '50 è diventato un telecronista sportivo noto in tutto il mondo arabo.